# Teorema lui Abel-Ruffini
În matematică, teorema lui Abel-Ruffini (cunoscută și ca teorema imposibilității lui Abel ) afirmă că nu există o soluție algebrică a ecuațiilor polinomiale generale de gradul cinci sau mai mare cu coeficienți arbitrari.  Aici, general înseamnă că coeficienții ecuației sunt priviți și manipulați ca nedeterminați, de obicei notați în ordine alfabetică cu litere din alfabet. 
Teorema este numită după Paolo Ruffini, care a făcut o demonstrație incompletă în 1799  (care a fost rafinată și completată în 1813  și acceptată de Cauchy) și Niels Henrik Abel, care a demonstrat teorema în 1824. 
Teorema lui Abel-Ruffini se referă, de asemenea, la rezultatul puțin mai puternic că există ecuații de gradul cinci și mai mari care nu pot fi rezolvate cu ajutorul radicalilor. Aceasta nu rezultă din afirmația lui Abel a teoremei, ci este un corolar al demonstrației sale, deoarece demonstrarea sa se bazează pe faptul că unele polinoame din coeficienții ecuației nu sunt zero.  Această afirmație îmbunătățită decurge direct din teoria lui Galois . Teoria lui Galois presupune că: 
{\displaystyle x^{5}-x-1=0}
este cea mai simplă ecuație care nu poate fi rezolvată în radicali și că aproape toate polinoamele de gradul cinci sau mai mare nu pot fi rezolvate în radicali.
Incapacitatea rezolvării în gradul cinci sau mai mare se deosebește față de cazul gradului inferior: una are formula pătratică, formula cubică și formula cuartică pentru gradele doi, trei și, respectiv patru.